# Шатин, Анатолий Васильевич
Анато́лий Васи́льевич Ша́тин (29 июня (12 июля) 1904, Москва — 9 января 1972, там же) — русский советский артист балета, балетмейстер и балетный педагог.

## Биография
Окончил Московский хореографический техникум. В 1923—1925 гг. танцевал в московской труппе «Молодой балет», созданной Александром Горским. Вынужден был оставить сцену из-за травмы ноги и стал балетмейстером. В Московском театре балета для детей поставил балеты «Золушка», «Красная шапочка», «Мойдодыр», «Макс и Мориц», «Похождения Мурзилки».
Был одним из организаторов (1933) балетной школы и театра балета «Остров танца» в Центральном парке культуры и отдыха имени Горького (руководил отделением классического танца, а после того, как первый художественный руководитель «Острова танца» Е. В. Яворский был репрессирован, в 1937—1941 гг. возглавлял весь проект). Зрительный зал находился на берегу озера, а сцена на острове; актёры подплывали к сцене на лодках. Занавес создавался бьющими из озера струями воды, подсвеченными разноцветными прожекторами. В этом своеобразном театре Шатин ставил как классические балеты — «Волшебную флейту» Р. Дриго (1934, совместно с Яворским), «Жизель» (1939), так и «Танцы народов советской страны» (1937) и специально написанный для «Острова танца» балет Бориса Асафьева «Красавица Радда» (1938).
В 1941 г. вместе с частью труппы «Острова танца» Шатин был направлен в Казань для подготовки предстоящей в Москве декады татарского искусства. С началом Великой Отечественной войны занимался формированием фронтовых концертных бригад. В 1943 г. был отозван и командирован в Кызыл для основания балетного училища и тувинского национального балета. В 1945 г. с этой же целью командирован в Пхеньян, где создал первые корейские хореографические курсы и поставил первый корейский современный балет «На вечно своей земле» (1949).
После 1950 г. работал в балетных труппах Минска и Каунаса, затем преподавал на балетмейстерском отделении ГИТИСа (с 1962 профессор). Среди его учеников — ряд известных балетмейстеров России, в том числе первый балетмейстер Северной Осетии Хаджисмел Варзиев.

## Награды
- Заслуженный деятель искусств РСФСР[2]